# قتيلة بنت عبد العزى
قُتَيْلَة بنت عبد العزَّى بن سعد، وقيل: قَتْلة، وقيل: قتيلة بنت سعد بن عامر القرشيَّة العامريَّة، هي زوجة أبو بكر الصديق، وأم أسماء بنت أبي بكر وعبد الله بن أبي بكر، طلقها أبو بكر في الجاهلية، وعن أسماء بنت أبي بكر قالت: قدِمَت أمي عليّ وهي مشركة في عهد قريش، ومدتهم التي عاهدوا النبي ﷺ فاستأذنت رسول الله ﷺ فقلت: «قَدِمَت أمي وهي راغبة أفأصلها؟» قال: «نَعَمْ هِيَ أَمُّكِ».
قال ابن الأثير الجزري: «أخرجها أبو موسى وقال: رواه جماعة عن هشام، وليس في شيءٍ منها ذكر إسلامها، وفي جميع الروايات أنها مشركة. وقد تأول بعضهم "وهي راغبة"، يعني في الإسلام، وليس كذلك، إنما هي راغبة في شيءٍ تأخذه وهي على شركها، ولهذا استأذنت أسماءُ النبي صَلَّى الله عليه وسلم في أن تَصلها، ولو كانت راغبة في الإسلام لم تحتج إلى إذنه صَلَّى الله عليه وسلم.».
وأوردها المستغفريّ في الصَّحابيات، وقال: تأخَّر إسلامها، وقال ابن حجر العسقلاني: «إن كانت عاشت إلى الفَتْح فالظَّاهر أنها أسلمت».